# 四年ごとの国防計画見直し
四年ごとの国防計画見直し（よねんごとのこくぼうけいかくみなおし　英：QDR:Quadrennial Defense Review）は、アメリカ国防総省が戦略目標や、潜在的な軍事的脅威について分析した報告書。1997年に初めて策定し、およそ4年ごとに改定している。他に「4年ごとの国防戦略見直し」「4年ごとの国防政策の見直し」、「4年ごとの米国防戦略見直し」などと表記されることがある。アメリカ合衆国の国防方針を表すものとしては最も主要な公文書である。
2001年度QDRは、ウィリアム・コーエン国防長官の下で、911テロ以前の平和時に作成されたが、2006年度QDRは、ドナルド・ラムズフェルド国防長官の下で、911テロ後の対テロ戦争という合衆国戦時下において作成された報告書である。